# Слави Мерджанов
Светослав (Слави, Славчо) Чанев Мерджанов с псевдоним Васил Стоянов е български революционер, деец на Вътрешната македоно-одринска революционна организация.

## Биография
Слави Мерджанов е роден на 16 юли 1876 година в Карнобат, тогава в Османската империя. Учи в Бургас и в Русе, но не завършва гимназия. Работи като писар при нотариус. В 1897 година заминава за Женева да учи право и влиза в анархистичната Женевската група. Отива в Солун, където работи като учител в Българската мъжка гимназия, и става учител на бъдещите гемиджии. В 1899 година става четник на Гоце Делчев и обикаля с четата му Пирин, Алиботуш и Боздаг.
През 1900 година с Петър Манджуков, Петър Соколов и Павел Шатев участва в подкопните дейности под Банк Отоман в Цариград, с цел взривянето на банката. След неуспеха е екстерниран в България и се включва в дейността на Върховния македоно-одрински комитет. През април 1901 година е делегат на Осмия македоно-одрински конгрес от Карловското дружество.
В 1901 година той заедно със свои съратници българи и арменци, начело с Бедрос Сиремджиян, от Пловдив, прави опит да отвлекат персийския шах, който не сполучва. Насочват се към одринския валия, но и този опит е неуспешен и впоследствие четата отвлича Нури бей, сина на богатия одрински чифликчия Дертли Мустафа. Четата е открита от потерите в местността Юклуците, близо село Фикел, Одринско. След кратка престрелка, при която пада убит синът на чифликчията, Петър Соколов и Татул Зармарян от Малгара са тежко ранени и умират. Мерджанов, Бедрос Сиремджиян и Ониг Торосян също са тежко ранени и заловени. След излекуването им във военната болница в Одрин те са обесени на 27 ноември.
Павел Шатев пише за Мерджанов:
| „ | Като чадо на Балкана, винаги бодър и съобразителен, той бе една неспокойна натура, която било в родния му град Карнобат, било в София или Женева, се движеше с една необикновена бързина и навсякъде и винаги зает с измисляне на големи планове за проектиране конспиративни и бунтовнически акции... Четник в Пирина или агитатор по села и градове, той навред бе буен и неспокоен. Колкото бързо се възпламеняваше в ентусиазираше, толкоз бързо падаше в разочарования, но пак бързо се съвземаше, преизпълнен с нова мисъл, с нови планове за действия... През периода на своята четническа дейност Мерджанов се убеждава, че не ще бъде полезен на делото, защото четническият живот му се виждаше идиличен. Той не искаше да преследва с пушка в ръка турския войник и да го убива, а беше застанал на становището, че трябва да се извършат големи терористически акции, които по-осезателно да засегнат Отоманската империя и я изложат пред чуждия свят. Било като четник, било като терорист Мерджанов винаги се стремеше да бъде в първите редици на борбата за свобода на робите. | “ |

Черняй Мерджанов от Карнобат е четник на войводата на ВМОРО Димитър Халачев.